# Santana do Itararé
Santana do Itararé ist ein brasilianisches Munizip im Norden des Bundesstaats Paraná. Es hat 5.514 Einwohner (2022), die sich Santanenser nennen. Seine Fläche beträgt 251 km². Es liegt 555 Meter über dem Meeresspiegel.

## Etymologie
Die Gründerfamilie stiftete eine Kapelle, die der Heiligen Anna (portugiesisch: Santa Ana oder Sant´Ana) geweiht wurde. Von ihr erhielt der Ort den Hauptteil Santana seines Namens. Der ergänzende Name Itararé des Flusses kommt aus dem Tupi. Er bedeutet Hohler Stein: i´ta = Stein und ra´ré = ausgehöhlt.

## Geschichte

### Besiedlung
1845 endete die Farrapen-Revolution im Süden Brasiliens mit dem Versprechen von Kaiser Pedro II, eine neue Provinz zu schaffen, die unter dem Einfluss von Rio Grande do Sul stehen sollte. Auf diese Weise wurde am 19. Dezember 1853 die Provinz Paraná aus der Provinz São Paulo abgetrennt, und am selben Tag wurde Zacarias de Góis zum ersten Präsidenten der Provinz ernannt.
Ihm ging es nun vor allem darum, den nördlichen Teil der Provinz zu besiedeln, um mögliche Invasionen aus Paraguay zu verhindern (tatsächlich konnten im Tripel-Allianz-Krieg wenige Jahre später die paraguayischen Invasionen schon in Mato Grosso und Rio Grande do Sul zurückgeschlagen werden). Er schuf Anreize, um Siedler anzulocken. Dazu gehörte freier Zugang zu Landbesitz und finanzielle Unterstützung bis zu den ersten Ernten. Angelockt durch die Anreize und enttäuscht durch die Krise von 1842 machten sich Tausende von Menschen aus Minas Gerais auf den Weg in die neue Provinz, darunter auch die Familie Barbosa, die im Norden von Paraná eine große Menge Land erwarb.
Trotz aller Bemühungen des Präsidenten wurde die Kolonisierung durch die Xavantes und Kaingang behindert. Diese drangen immer wieder in die Felder ein und verwüsteten sie, um die Eindringlinge aus ihrem Land zu vertreiben. Deshalb schickte Zacarias de Góis ein Kommuniqué an den Heiligen Stuhl, in dem er um die Entsendung von Jesuitenbrüdern bat, die die Indianer missionieren und so die Kolonisierung erleichtern sollten. Auf diese Bitte hin gingen am 6. Dezember 1854 drei Brüder im Hafen von Paranaguá an Land: Timotheo de Castelnovo, Pacifico de Monte Falco und Mathias de Genova. Jeder von ihnen wurde in eine Region der Provinz geschickt, wobei Frei Mathias in den Norden nach Nossa Senhora do Pirapó, dem heutigen Sertanópolis, ging.

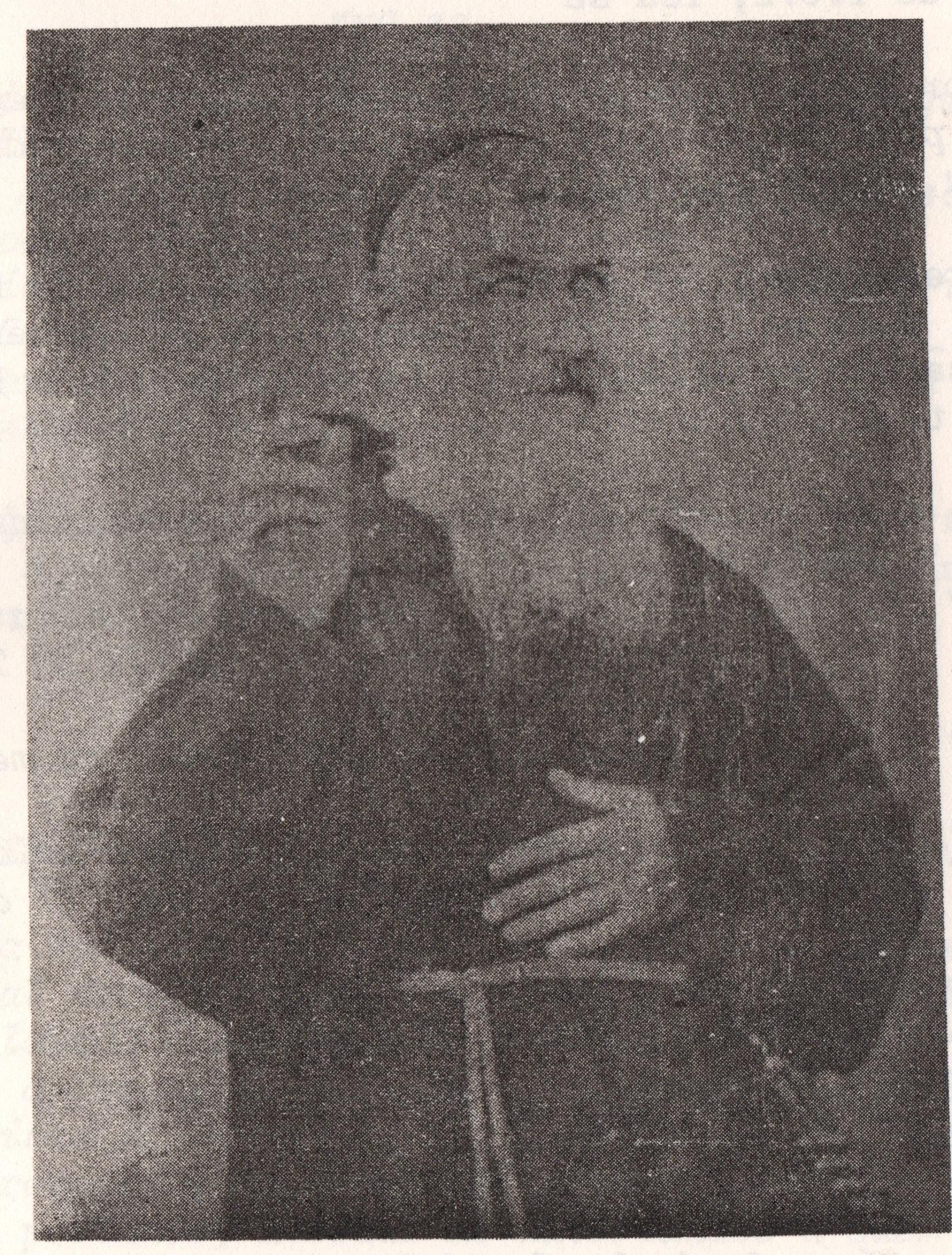
Frei Mathias de Gênova

Nach einem Jahr Arbeit veranlasste eine Malariaepidemie den Bruder, sich von der Leitung der Besitzung zu verabschieden und nach Castro zu gehen, um seine Gesundheit wiederherzustellen. Auf der Reise übernachtete er auf der Fazenda Barbosa, wo die Besitzer João und Ana Barbosa von einer Kapelle erzählten, die sie auf 30 Alqueires Land (72 ha) zu Ehren der Heiligen Anna an die katholische Kirche gestiftet hatten. Frei Mathias feierte die Messe und segnete die Kapelle, bevor er nach Castro und später nach Araucária weiterzog. Später übernahm er die Pfarrei Nossa Senhora dos Remédios im heutigen Munizip Tibagi.
Die Einwanderungswelle hielt an. Die Neuankömmlinge siedelten sich rund um die Kapelle an, und so entstand 1856 die Povoação de Nossa Senhora Sant´Anna do Passo dos Barbosa. Im Laufe der Zeit begannen die Einwohner, das Dorf Passo dos Barbosa und später einfach Barbosa zu nennen. 
Im Jahr 1880 wurde die Gemeinde São José do Cristianismo (heute: São José da Boa Vista) zur Comarca erhoben, zu der Barbosa politisch und rechtlich gehörte. Sie hatte zuvor zur Comarca Castro gehört. Barbosa wurde 1893 unter dem Namen Santana do Itararé zum Bezirk erhoben. Es gibt jedoch keine Aufzeichnungen über den Grund für die Namensänderung.
Santana do Itararé und São José da Boa Vista entwickelten sich Anfang des 20. Jahrhunderts zu den wichtigsten Zentren der Region. Als die Eisenbahnlinie Ramal do Paranapanema von Jacarezinho nach Ponta Grossa projektiert wurde, sollte sie ursprünglich durch São José und Santana führen. Hier waren wegen der schon vorhandenen Finanzämter die beiden wichtigsten Bahnhöfe für den Warenverkehr vorgesehen. Die Obersten beider Städte, angeführt von Coronel Lico Pereira, untersagten jedoch die Durchfahrt der Eisenbahn mit der Behauptung, sie würde Krankheiten, Prostituierte und Diebe mitbringen. Die Streckenführung wurde umgeplant, und die Bahn wurde über das Patrimônio de Novo Horizonte geführt. Die Strecke wurde 1918 in Betrieb genommen. Das Patrimônio änderte daraufhin seinen Namen in Brazópolis, aus dem dank des Fortschritts, der mit der Eisenbahn einherging, die Stadt Wenceslau Braz entstehen sollte.
1935 wurde der Bezirk Brazópolis zum Munizip erhoben und der Sitz der Comarca von São José in das neue Munizip Wenceslau Braz verlegt. Zu ihm gehörten nun Santana do Itararé und São José da Boa Vista, das den Status eines Munizips verlor.

### Erhebung zum Munizip
Santana do Itararé wurde durch das Staatsgesetz Nr. 4.338/61 vom 25. Januar 1961 aus Wenceslau Braz ausgegliedert und in den Rang eines Munizips erhoben. Es wurde am 22. Oktober 1961 als Munizip installiert.

## Geografie

### Fläche und Lage
Santana do Itararé liegt auf dem Segundo Planalto Paranaense (der Zweiten oder Ponta-Grossa-Hochebene von Paraná). Seine Fläche beträgt 251 km². Es liegt auf einer Höhe von 555 Metern.

### Geologie und Böden
Die Böden bestehen aus Geschiebemergel, Warven, Löss und Sandstein.

### Vegetation
Das Biom von Santana do Itararé ist Mata Atlântica.

### Klima
Das Klima ist mild sowie allgemein warm und gemäßigt. Es gibt viel Niederschlag (1593 mm pro Jahr), selbst im trockensten Monat. Die Klimaklassifikation nach Köppen und Geiger lautet Cfa. Im Jahresdurchschnitt liegt die Temperatur bei 20,6 °C.

### Gewässer
Santana do Itararé liegt im Einzugsgebiet des Paranapanema. Der Rio Itararé bildet die östliche Grenze des Munizips. Der Rio Farturinha, ein linker Nebenfluss des Rio Itarare, bildet die nördliche Munizipgrenze.

### Straßen
Santana do Itararé ist über die PR-151 mit Wenceslau Braz im Süden verbunden. Über die PR-272 kommt man im Osten nach Itaporanga im Staat São Paulo.

### Nachbarmunizipien
|                | Salto do Itararé                            |                 |
|                | Kompassrose, die auf Nachbargemeinden zeigt | Itaporanga (SP) |
| Wenceslau Braz | São José da Boa Vista                       | Riversul (SP)   |

## Stadtverwaltung
Bürgermeister: Paulo Sérgio Fragoso da Silva, PSD (2021–2024)
Vizebürgermeister: Claudeci José de Oliveira, Podemos (2021–2024)

## Demografie

### Bevölkerungsentwicklung
| Jahr | Einwohner | Stadt | Land |
| ---- | --------- | ----- | ---- |
| 1970 | 7.525     | 17 %  | 83 % |
| 1980 | 7.530     | 34 %  | 66 % |
| 1991 | 6.030     | 51 %  | 49 % |
| 2000 | 5.638     | 61 %  | 39 % |
| 2010 | 5.249     | 66 %  | 34 % |
| 2022 | 5.514     |       |      |

Quelle: IBGE (2011) und Volkszählung 2022

### Ethnische Zusammensetzung
| Gruppe * | 1991    | 2000    | 2010    | wer sich als …                                                                   |
| --- | ------- | ------- | ------- | -------------------------------------------------------------------------------- |
| Weiße | 86,6 %  | 88,8 %  | 71,6 %  | weiß bezeichnet                                                                  |
| Schwarze | 0,8 %   | 1,4 %   | 0,9 %   | schwarz bezeichnet                                                               |
| Gelbe | 2,4 %   | 1,5 %   | 1,1 %   | von fernöstlicher Herkunft wie japanisch, chinesisch, koreanisch etc. bezeichnet |
| Braune | 10,3 %  | 8,0 %   | 26,2 %  | braun oder als Mischung aus mehreren Gruppen bezeichnet                          |
| Indigene | 0,0 %   | 0,2 %   | 0,2 %   | Ureinwohner oder Indio bezeichnet                                                |
| ohne Angabe | 0,0 %   | 0,2 %   | 0,0 %   |                                                                                  |
| Gesamt | 100,0 % | 100,0 % | 100,0 % |                                                                                  |
| *) Das IBGE verwendet für Volkszählungen ausschließlich diese fünf Gruppen. Es verzichtet bewusst auf Erläuterungen. Die Zugehörigkeit wird vom Einwohner selbst festgelegt. |         |         |         |                                                                                  |

Quelle: IBGE (Stand: 1991, 2000 und 2010)